# جامعة البيان (العراق)
جامعة البيان هي جامعة أهلية(خاصة)في مدينة بغداد، أسست عام 2016 في البناية القديمة لكلية دجلة الجامعة. 
وهي احدى افضل الجامعات الخاصة في العراق من حيث جودة الدراسة و التكلفة المالية و لديها الكثير من الفعاليات التي تدعم الطالب و تنمي مهاراته كالنشاطات الطلابية کـ(الرسم,كرة القدم,الشطرنج وغيرها...) 

## الكليات
ولدى الجامعة عشرة كليات:
- الكلية التقنية الهندسية
  - هندسة تقنيات الاجهزة الطبية
  - هندسة تقنيات ميكانيك القوى
  - هندسة تقنيات الحاسوب
  - هندسة التقنيات الكهربائية

- كلية الهندسة 
  - هندسة الطب الحياتي(الحيوي) [4]
- كلية القانون
  - القانون
  - العلوم السياسية
- كلية التقنية الصحية و الطبية .[5]
  - المختبرات الطبية
  - الديلزة(غسيل الكلى الصناعية)
  - التجميل بالليزر
- كلية إدارة الأعمال.[6]
  - قسم المحاسبة
  - إدارة الأعمال
- كلية الصيدلة.[7]
- كلية طب الاسنان[8]
- كلية التمريض[9]
- كلية الفنون الجميلة
  - التصميم الداخلي
- كلية التربية
  - اللغة الانكليزية